# Берников, Павел Сергеевич
Павел Сергеевич Бе́рников (1787—1845) — русский военачальник, генерал-лейтенант.

## Биография
Вступил в военную службу прапорщиком в Семёновский лейб-гвардии полк 2 февраля 1805 года. За отличие в кампании 1807 года был награждён «Золотым оружием».
Будучи в чине майора Орловского пехотного полка принял участие в Бородинской битве. 21 ноября 1812 года получил чин подполковника.
С 15.01.1817 по 28.03.1821 — командир Херсонского гренадерского полка.
Был произведён в генерал-майоры 17 апреля 1822 года.
С 20.01.1830 по 25.07.1833 — командир Финляндского лейб-гвардии полка; генерал-лейтенант с 25 июня 1835 года.
С 20.06.1840 по 17.03.1844 — начальник 6-й пехотной дивизии. С 14 мая 1845 года — начальник 11-й пехотной дивизии и был исключён из списков умершим, 07.10.1845.
Умер в 1845 году. Был похоронен на территории Киево-Печерской лавры.

## Награды
- Золотое оружие «За храбрость» (1808)
- Орден Святого Георгия 4-й степени (№ 4306; 19 декабря 1829)
- орден Св. Анны 1-й ст (1830); императорская корона к ордену (1831)
- Золотая шпага с алмазами (1831)
- Орден Св. Владимира 2-й ст. (1835?)

иностранные
- орден Pour le Mérite (1813)